# 原儿茶酸
原儿茶酸（英語：。缩写PCA）是一种酚酸，化学式C7H6O4，是二羟基苯甲酸的几种同分异构体之一。原儿茶酸是绿茶中抗氧化多酚的主要代谢产物,对肿瘤细胞有一定作用。

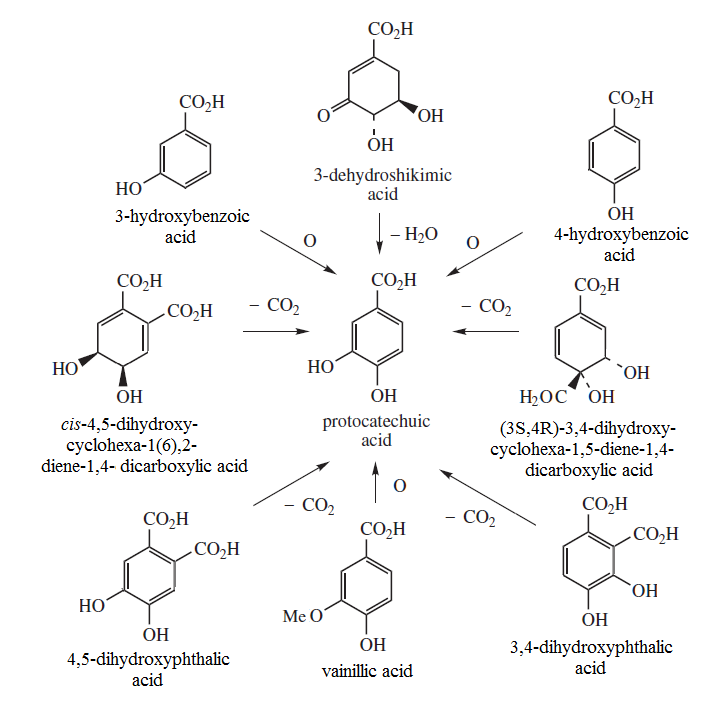
原儿茶酸的生物合成途径